# Opération Halberd
Seconde Guerre mondiale
Batailles
1940
- Vado
- Siège de Malte
- Club Run
- Convoi Espero
- Mers el-Kébir
- Punta Stilo
- Cap Spada
- Hurry
- Cap Passero
- MB.8
- Tarente
- Détroit d'Otrante
- White
- Cap Teulada

1941
- Excess
- Convoi AN 14
- Grog
- Abstention
- Baie de La Sude
- Cap Matapan
- Îles Kerkennah
- Crète
- Galite
- Substance
- Halberd
- Convoi Duisburg
- Cap Bon
- Syrte (1941)
- Rade d'Alexandrie

1942
- Syrte (1942)
- Calendar
- Bowery
- Albumen
- Harpoon
- Vigorous
- Pedestal
- Agreement
- Torch
- Stoneage
- Sabordage de la flotte française à Toulon
- Portcullis
- Banc de Skerki
- Olterra (navire auxiliaire)
- Raid sur Alger

1943
- Zouara
- Convoi de Cigno
- Convoi de Campobasso
- Corkscrew
- Husky
- Gela
- Scylla
- Pietracorbara
- Dodécanèse
  - Rhodes
  - Leros
  - Kos
- Convoi KMF-25A

1944
- Ist
- Raid sur Santorin
- Raid sur Symi
- Port-Cros
- La Ciotat
- Île de Pag

1945
Mer Ligure
- Convois alliés
  - convois de Malte
- Campagne des U-boote
- Campagne adriatique

L'opération Halberd est une opération navale britannique qui eut lieu le 27 septembre 1941, durant la Seconde Guerre mondiale. Un convoi quitte Gibraltar à destination de Malte, escorté par plusieurs cuirassés et un porte-avions destinés à repousser la Marine italienne, et par plusieurs croiseurs et destroyers fournissant un appui antiaérien.
Le convoi est détecté par les Italiens qui envoient leur flotte à sa rencontre ; celle-ci fait demi-tour face à la puissance adverse. Les attaques aériennes endommagent néanmoins plusieurs navires, et un cargo doit être sabordé ; le reste du convoi réussit à atteindre Malte sain et sauf.

## Composition
L'opération Halberd était à l'époque le plus grand effort de réapprovisionnement de Malte de la guerre. Neuf navires marchands transportant 81 000 tonnes d'équipements et de fournitures militaires ont quitté Liverpool le 16 septembre et la Clyde le 17 septembre dans le cadre du convoi WS (« W » « Winston », « S» « Specials ») 11X, passant Gibraltar le 24 septembre 1941, avec une escorte rapprochée sous le commandement du contre-amiral Harold Burrough. Les neuf cargos étaient.
- MV Breconshire (9776t) 'Commandement du Convoi' croiseur auxiliaire
- Ajax (1931) (7549t) Blue Funnel Line
- City of Calcutta (1940) (8063t) Ellerman Lines
- City of Lincoln (1938) (8039t) Ellerman Lines
- Clan Ferguson (7347t) Clan Line
- Clan MacDonald (9653t) Clan Line
- Dunedin Star (12891t) Blue Star Line
- Imperial Star (12427t) Blue Star Line
- Rowallan Castle (7798t) Union-Castle Line

### Forces britanniques
Le 25 septembre 1941, à partir de Gibraltar commence l'Opération Halberd à destination de Malte, son escorte est organisée en deux groupes:
Groupe 1: Nelson, Ark Royal, Hermione, Cossack, Zulu, HMS Foresight, HMS Forester, HMS Laforey et HMS Lightning.

Groupe 2: Prince of Wales, Rodney, Kenya, Edinburgh, Sheffield, HMS Euryalus, HMS Duncan, HMS Gurkha, HMS Legion, HMS Lance, HMS Lively, HMS Oribi, HrMs Iscaac Sweers, ORP Piorun, ORP Garland, HMS Fury, HMS Farndale, HMS Heytrop et le convoi de cargos.

### Forces Italiennes
Des sous-marins italiens ont été déployés pour tendre une embuscade aux cuirassés britanniques qui planifiaient un raid de bombardement contre la côte italienne. 
- Les Dandolo, Adua et Turchese patrouillaient au sud d'Ibiza
- Les Axum, Serpente, Aradam et Diaspro patrouillaient à l'est des Îles Baléares.
- Les Squalo, Bandiera et  Delfino patrouillaient au sud-ouest de la Sardaigne.
- Le Narvalo se trouvait au large des côtes africaines du détroit sicilien.

Les croiseurs légers Muzio Attendolo et Luigi di Savoia Duca degli Abruzzi de la 8e division de croiseurs sont partis de Palerme avec les destroyers de classe Maestrale : Maestrale, Grecale et Scirocco de la 10e flottille de destroyers pour prendre position au large de La Maddalena. 
Les cuirassés Vittorio Veneto et le Littorio étaient prêts à sortir de Naples avec les destroyers Granatiere, Fuciliere, Bersagliere et Gioberti de la 13e flottille, et les destroyers Nicoloso da Recco, Emanuele Pessagno et Folgore de la 16e flottille 
Les croiseurs Trieste, Trento et Gorizia de Taranto avec les destroyers Corazziere, Carabiniere, Ascari et Lanciere de la 12e flottille se préparent à les rejoindre. 
La Sardaigne a déployé trente Macchi C.200, vingt Fiat CR.42 Falco et vingt-six Savoia-Marchetti SM.79 et des bombardiers torpilleurs SM.84 contre le convoi tandis que la Sicile déployait quinze C.200, trois Reggiane Re.2000 et neuf Junkers Ju 87 avec vingt-quatre Fiat BR.20, SM.79 et SM.84 comme bombardiers de haut niveau et plus trois avec des torpilles. D'autres avions italiens étaient opérationnels, mais se voyaient confier d'autres missions, notamment le bombardement de Malte.

## Déroulement
Les navires de la Flotte méditerranéenne opérant depuis Alexandrie ont commencé à effectuer un trafic radio intense dans l'espoir de détourner l'attention de la « Luftwaffe » vers d'éventuels préparatifs pour une opération majeure en Méditerranée orientale. Le 24 septembre, l'amiral Somerville a déplacé son pavillon du « Nelson » au « Rodney » et le « Nelson » a navigué vers l'ouest dans l'Atlantique à 18h15, escorté par « Garland », « Piorun » et « Isaac Sweers » pour donner l'impression que la force de la Force H était réduite. Le Nelson a fait demi-tour après le crépuscule pour rejoindre les navires marchands du convoi WS 11X, désormais re-désigné convoi GM 2 comme deuxième convoi de Gibraltar à Malta. La Force H s'est séparée des navires marchands aux premières heures du 25 septembre, de sorte que la reconnaissance aérienne de l'Axe pourrait penser que seule la Force H était en mer. Les Fulmars de « Ark Royal » assuraient la couverture aérienne du convoi.
L'avion italiennne a trouvé la Force H dans l'après-midi du 25 septembre et a supposé que les cuirassés effectuaient un raid de bombardement contre la côte italienne. Un hydravion CANT Z.506 observant la Force H à 9 h 32 le 26 septembre a signalé un seul cuirassé avec un porte-avions incorrectement identifié comme le HMS Furious. Depuis que l'"Ark Royal" avait été vu quitter Gibraltar, les Italiens ont supposé que "Furious" pourrait transporter des avions pour renforcer Malte tandis que l'"Ark Royal" attaquait Gênes. La flotte italienne a quitté Naples pour prendre une position défensive avec la 8e division de croiseurs au nord de la Sardaigne, mais a reçu l'ordre de ne pas engager la flotte britannique à moins que les Italiens ne détiennent une supériorité décisive des forces.
La Force H a rejoint le convoi à 7 h 10 le 27 septembre. Seize destroyers formaient un écran incurvé devant deux colonnes de navires marchands. La colonne portuaire était dirigée par le croiseur « Kenya », suivi des « Ajax », « Clan MacDonald », « Imperial Star », « Rowallan Castle » et « City of Calcutta ». La colonne tribord était dirigée par le croiseur Edinburgh suivi des Clan Ferguson, Dunedin Star, HMS Breconshire et City of Lincoln. Le « Rodney » a pris position derrière l'aile bâbord de l'écran suivi du « Prince of Wales ». Le Nelson a pris position derrière l'aile tribord de l'écran suivi de Ark Royal en formation avec les croiseurs anti-aériens Euryalus et Hermione. Le croiseur « Sheffield » a pris position à l'arrière des navires marchands, tandis que les destroyers « Piorun » et « Legion » ont pris position de garde d'avion à l'arrière de « Ark Royal ».
Les avions italiens ont correctement identifié « Ark Royal » à 08h10 et à 10h45 ont signalé la vitesse du convoi de 16 nœuds, ce qui indiquait que des navires marchands étaient avec le convoi. Les cuirassés de Naples ont pris rendez-vous avec les croiseurs de Tarente à 10h40 et ont été rejoints par la 8e division de croiseurs à 11h48. La flotte italienne était plus rapide que les cuirassés de la Force H, mais était inférieure à la force britannique en termes de puissance de feu. La Regia Aeronautica donnait la priorité à la défense des chasseurs contre les frappes de bombardiers, et les six chasseurs assurant la couverture aérienne de la flotte italienne ne pouvaient pas voyager à plus de 100 km de leur base. Les avions italiens n'ayant signalé qu'un seul cuirassé britannique, la flotte italienne reçut à midi l'autorisation d'engager la formation britannique. La « Regia Aeronautica » a été priée de fournir une couverture aérienne accrue à la flotte italienne d'ici 14h00.
La Regia Aeronautica a lancé une frappe de 28 avions lance-torpilles SM.79 et SM.84 avec 20 chasseurs Cr.42. Le convoi a été attaqué par les airs à 13h00. La frappe a été contrée par des chasseurs Fulmar défensifs et des tirs antiaériens nourris. Trois bombardiers ont traversé le barrage des destroyers à aile droite pour lancer des torpilles sur le « Nelson ». Le "Nelson" s'est retourné pour éviter les traces des torpilles et s'est par inadvertance stabilisé sur la trajectoire réciproque d'une torpille qui a frappé le côté bâbord de l'avant-château. Le "Nelson" a ralenti à 18 nœuds, mais a maintenu sa vitesse et sa position dans le convoi. L'avion italien avait largué la torpille à une portée de seulement 450 yards (411,48 m) et avait subi des tirs anti-aériens concentrés du Prince of Wales avant d'être abattu par l'un des Fulmar. Six autres avions torpilleurs et 1 chasseur ne sont pas revenus de la frappe. Les Tirs amis du « Rodney » et du « Prince of Wales » ont abattu deux Fulmars, et un Swordfish en patrouille avait été abattu par les chasseurs italiens avant la fin de la frappe à 13h30.
La flotte italienne a été suivie par des avions britanniques en provenance de Malte à partir de 13h07. À 14h30, la flotte italienne se trouvait à environ 40 milles du convoi, mais "... a décidé de rentrer chez elle vers 14h30 le 27 quand..." elle "... a appris que les Britanniques avaient deux cuirassés, un porte-avions et six croiseurs en mer." Les avions de "Ark Royal" ont suivi la flotte italienne de 15h15 à 17h50. Les chasseurs Cr.42 sont arrivés à 15h30 pour assurer une couverture aérienne, mais le chef d'escadron du premier vol a été abattu par un tir ami d'un destroyer italien. Deux autres pilotes italiens ont été perdus lorsqu'un autre vol de dix C.200 est tombé en panne de carburant et a amerri en mer. À 14 h 46, le Prince of Wales, le Rodney, le Sheffield, l'Edinburgh et six destroyers se dirigèrent vers la flotte italienne ; mais ont été rappelés à 17h00 avant de prendre contact, et ont rejoint le convoi à 18h30. À 18 h 55, en atteignant le Canal de Sicile, l'escorte du convoi a été divisée en deux forces, la Force A, composée du HMS Nelson, du HMS Prince of Wales, du HMS Rodney, du HMS Ark Royal, du HMS Duncan, du HMS Gurkha, du HMS Legion, HMS Lively, HMS Lance, HMS Fury, HrMs Isaac Sweers, ORP Piorun et ORP Garland se séparent du convoi pour retourner à Gibraltar tandis que la Force X, composée du HMS Kenya, du HMS Edinburg, du HMS Sheffield, du HMS Hermione, du HMS Euryalus, du HMS Cossack, Le HMS Zulu, le HMS Foresight, le HMS Forester, le HMS Laforey, le HMS Lightning, le HMS Oribi, le HMS Farndale et le HMS Heythrop sont restés avec le convoi. L'Euryalus tomba à l'arrière de la colonne bâbord des navires marchands tandis que le Sheffield et l'Hermione rejoignirent la colonne tribord et les destroyers restants se rapprochaient en une formation de navigation nocturne. La formation a été attaquée de nuit par quelques bombardiers torpilleurs, et l'« Imperial Star » a été frappé par une seule torpille. L'"Oribi" a remorqué le cargo endommagé. Les Motoscafo armato silurante (torpilleurs MAS) se sont déployés dans le détroit de Messine, mais n'ont pas réussi à trouver le convoi.

## Conséquences
L'Hermione s'est détachée du convoi pour bombarder Pantelleria afin que l'aérodrome soit hors d'usage lorsque le convoi arrive à Malte. L'Imperial Star endommagé a été sabordé sans perte de vie pour maintenir la vitesse d'avance du convoi, et le convoi est arrivé à Malte le 28 septembre. La Force H en retraite a été attaquée par trois sous-marins; L' « Adua » a été coulé par les « Gurkha » et « Legion ». Un autre Fulmar de l'« Ark Royal » est tombé sous les tirs amis du « Prince de Galles », portant les pertes d'avions britanniques à trois Fulmars dus aux tirs amis et à un Swordfish dû à l'action ennemie. Les pertes d'avions italiens étaient de 21 dont sept bombardiers et un chasseur de l'action ennemie, un chasseur du tir ami et dix chasseurs d'épuisement de carburant.
L'amiral Somerville a été fait chevalier en reconnaissance de son commandement réussi de la Force H lors de l'opération Halberd. C'était la deuxième fois que Somerville recevait cet honneur, et cela a donné lieu à un message de félicitations mémorable de la part de l'amiral Andrew Cunningham : « Fantastique, deux fois chevalier à votre âge. »